# 防護擋

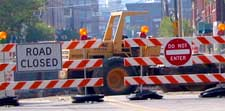
工程路障

防護擋通常以塑料、木材或金屬版製造，大多用于道路工程等等，用于封锁区域，封闭道路或指引交通。 
它们也被称为阻拦欄 ， 工程路障或安全路障 。 

## 世界上的不同款式和用途
- 在香港 ，这些障碍物上有红色和白色相間的橫條，有时除了道路工程外还有其他用途，例如封路